# Rhynchospora latifolia
Rhynchospora latifolia är en halvgräsart som först beskrevs av William Baldwin och Stephen Elliott, och fick sitt nu gällande namn av William Wayt Thomas. Rhynchospora latifolia ingår i släktet småag, och familjen halvgräs. Inga underarter finns listade i Catalogue of Life.